# Coppa Italia 2023–2024 (volleyboll, damer)
Coppa Italia 2023/2024 i volleyboll för damer ägde rum 24 januari till 18 februari 2024. Det var den 46:e upplagan av tävlingen och de åtta bäst placerade lagen i serie A1 deltog. Imoco Volley vann tävlingen för sjätte gången (femte i rad) genom att besegra Unione Sportiva Pro Victoria Pallavolo Monza i finalen med 3-2. Joanna Wołosz utsågs till mest värdefulla spelare. Tävlingen genomfördes i cupformat där varje möte avgjordes direkt i en match.

## Deltagande lag
| Lag                                          | Kvalificerad som              |
| -------------------------------------------- | ----------------------------- |
| AGIL Volley                                  | På 4:e plats Serie A1 2023-24 |
| Chieri '76 Volleyball                        | På 5:e plats Serie A1 2023-24 |
| Azzurra Volley Firenze                       | På 8:e plats Serie A1 2023-24 |
| Imoco Volley                                 | På 1:a plats Serie A1 2023-24 |
| Pallavolo Pinerolo                           | På 6:e plats Serie A1 2023-24 |
| Unione Sportiva Pro Victoria Pallavolo Monza | På 2:a plats Serie A1 2023-24 |
| Roma Volley Club                             | På 7:e plats Serie A1 2023-24 |
| Pallavolo Scandicci Savino Del Bene          | På 3:e plats Serie A1 2023-24 |

## Turneringen

### Spelschema
|  | Kvartsfinaler | Kvartsfinaler                                | Kvartsfinaler |                                              |   | Semifinaler                                  | Semifinaler | Semifinaler |  |  | Final | Final | Final |  |
|  |               |                                              |               |                                              |   |                                              |             |             |  |  |       |       |       |  |
|  | 1             | Imoco Volley                                 | 3             |                                              |   |                                              |             |             |  |  |       |       |       |  |
|  | 1             | Imoco Volley                                 | 3             |                                              |   |                                              |             |             |  |  |       |       |       |  |
|  | 8             | Azzurra Volley Firenze                       | 0             |                                              |   |                                              |             |             |  |  |       |       |       |  |
|  | 8             | Azzurra Volley Firenze                       | 0             |                                              | 1 | Imoco Volley                                 | 3           |             |  |  |       |       |       |  |
|  |               |                                              |               |                                              | 1 | Imoco Volley                                 | 3           |             |  |  |       |       |       |  |
|  |               |                                              | 5             | Chieri '76 Volleyball                        | 0 |                                              |             |             |  |  |       |       |       |  |
|  | 4             | AGIL Volley                                  | 5             | Chieri '76 Volleyball                        | 0 | 1                                            |             |             |  |  |       |       |       |  |
|  | 4             | AGIL Volley                                  |               |                                              |   |                                              |             |             |  |  |       |       |       |  |
|  | 5             | Chieri '76 Volleyball                        | 3             |                                              |   |                                              |             |             |  |  |       |       |       |  |
|  | 5             | Chieri '76 Volleyball                        | 3             |                                              | 1 | Imoco Volley                                 | 3           |             |  |  |       |       |       |  |
|  |               |                                              |               |                                              |   |                                              |             |             |  |  |       |       |       |  |
|  |               |                                              | 2             | Unione Sportiva Pro Victoria Pallavolo Monza | 2 |                                              |             |             |  |  |       |       |       |  |
|  | 2             | Unione Sportiva Pro Victoria Pallavolo Monza | 2             | Unione Sportiva Pro Victoria Pallavolo Monza | 2 | 3                                            |             |             |  |  |       |       |       |  |
|  | 2             | Unione Sportiva Pro Victoria Pallavolo Monza |               |                                              |   |                                              |             |             |  |  |       |       |       |  |
|  | 7             | Roma Volley Club                             | 0             |                                              |   |                                              |             |             |  |  |       |       |       |  |
|  | 7             | Roma Volley Club                             | 0             |                                              | 2 | Unione Sportiva Pro Victoria Pallavolo Monza | 3           |             |  |  |       |       |       |  |
|  |               |                                              |               |                                              | 2 | Unione Sportiva Pro Victoria Pallavolo Monza | 3           |             |  |  |       |       |       |  |
|  |               |                                              | 3             | Pallavolo Scandicci Savino Del Bene          | 2 |                                              |             |             |  |  |       |       |       |  |
|  | 3             | Pallavolo Scandicci Savino Del Bene          | 3             | Pallavolo Scandicci Savino Del Bene          | 2 | 3                                            |             |             |  |  |       |       |       |  |
|  | 3             | Pallavolo Scandicci Savino Del Bene          |               |                                              |   |                                              |             |             |  |  |       |       |       |  |
|  | 6             | Pallavolo Pinerolo                           | 1             |                                              |   |                                              |             |             |  |  |       |       |       |  |

### Resultat

#### Kvartsfinaler
| 24 januari 2024 PalaVerde, Villorba Speltid: 1:07 - Åskådare: 2 630   | Imoco Volley                                 | 3 - 0 | Azzurra Volley Firenze | 25-19, 25-13, 25-19        |
| 24 januari 2024 PalaTerdoppio, Novara Speltid: 1:47 - Åskådare: 2 320 | AGIL Volley                                  | 1 - 3 | Chieri '76 Volleyball  | 17-25, 21-25, 25-23, 23-25 |
| 24 januari 2024 Palalido, Milano Speltid: 1:05 - Åskådare: 2 263      | Unione Sportiva Pro Victoria Pallavolo Monza | 3 - 0 | Roma Volley Club       | 25-16, 25-5, 25-15         |
| 24 januari 2024 PalaWanny, Florens Speltid: 1:34 - Åskådare: 953      | Pallavolo Scandicci Savino Del Bene          | 3 - 1 | Pallavolo Pinerolo     | 25-20, 21-25, 25-17, 25-17 |

#### Semifinaler
| 17 februari 2024 PalaTrieste, Trieste Speltid: 1:10 - Åskådare: 5 100 | Imoco Volley                                 | 3 - 0 | Chieri '76 Volleyball               | 25-18, 25-16, 25-12               |
| 17 februari 2024 PalaTrieste, Trieste Speltid: 1:49 - Åskådare: 5 450 | Unione Sportiva Pro Victoria Pallavolo Monza | 3 - 2 | Pallavolo Scandicci Savino Del Bene | 21-25, 25-16, 25-17, 14-25, 15-10 |

#### Final
| 18 februari 2024 PalaTrieste, Trieste Speltid: 2:03 - Åskådare: 6 743 | Imoco Volley | 3 - 2 | Unione Sportiva Pro Victoria Pallavolo Monza | 25-21, 22-25, 25-19, 19-25, 15-11 |